# Nyári jelenet (Bazille-kép)
A Nyári jelenet (Scene d'Ete), más címen A fürdőzők (Les Baigneurs) Jean Frédéric Bazille francia festő alkotása, amely a Harvard Art Museums intézményeként működő cambridge-i Fogg Museum gyűjteményének része.

## Keletkezése
A kép 1869—1870 között készült, először az 1870-es párizsi szépművészeti kiállításon (Salon) mutatták be. A tárlatot megtekintette Zacharie Astruc művészetkritikus és képzőművész, aki a Nyári jelenetről azt írta, hogy a nap elárasztja a vásznat.
Bazille valószínűleg párizsi stúdiójában kezdte meg a kép festését, de a részleteket már a szabadban, Dél-Franciaországban fejezte be, ahol festett egy hasonlóan napfényes tájképet a Lez folyóról. Habár a képen látható alakok eredete visszakövethető a reneszánsz festőkig, elsősorban Andrea Mantegnához és Sebastiano del Piombóhoz, a témát valószínűleg a Goncourt fivérek 1867-es Manette Salomon című regénye adta, amely egy hasonló jelenetet ír le.
A kép első tulajdonosa a fiatalon, a kép bemutatásának évében, a porosz–francia háborúban elesett festő családja, feltehetően fivére, Marc Bazille volt. Később lánya, Jules-François Meynier de Salinelles felesége birtokában volt az alkotás, amelyet férjével az amerikai múzeumnak ajándékozott 1937-ben.